# یورون، کاگوشیما
یورون، کاگوشیما (به لاتین: Yoron, Kagoshima) یک منطقهٔ مسکونی در ژاپن است که در Ōshima District واقع شده‌است. یورون ۲۰٫۴۹ کیلومترمربع مساحت و ۵٬۲۶۳ نفر جمعیت دارد.